# Senso (Spiel)
Senso (im englischen Sprachraum Simon) ist ein von Ralph Baer – dem Entwickler der 1972 erschienenen ersten TV-Spielekonsole Magnavox Odyssey – und Howard J. Morrison entwickeltes und in mehreren Ländern patentiertes elektronisches Spiel, welches 1978 bei Milton Bradley veröffentlicht wurde und sich besonders in den 1980er Jahren großer Beliebtheit erfreute. 1979 befand es sich auf der Auswahlliste zum Spiel des Jahres. Neuerdings wird das Spiel auch in Deutschland als Simon verkauft.

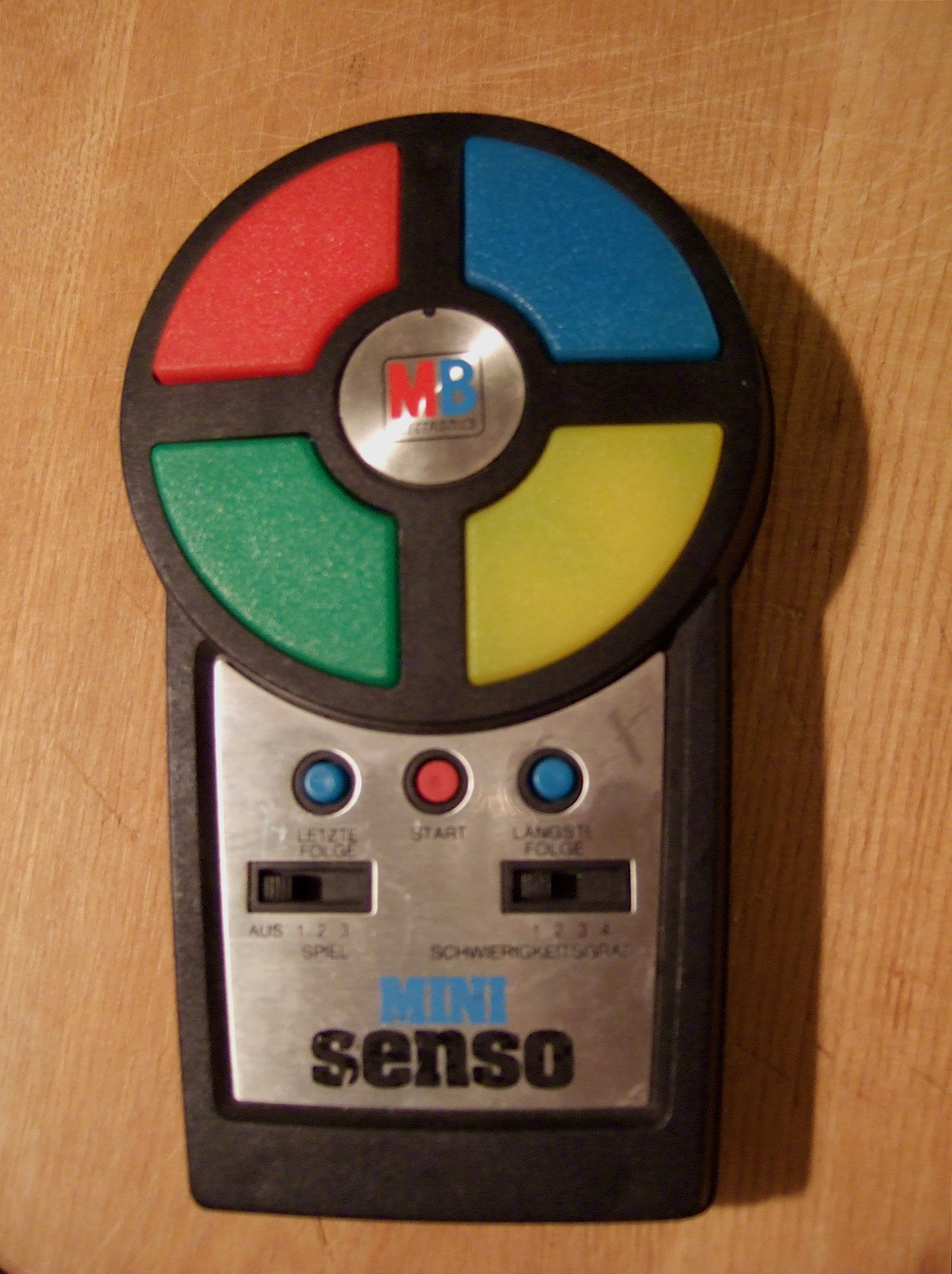
Mini Senso von MB

Spielverlauf von Senso

## Idee
Senso kann allein oder mit mehreren Personen gespielt werden. Das Spiel besteht aus vier großen Feldern in den Farben Rot, Blau, Gelb und Grün. Diese leuchten abwechselnd auf und geben dabei für jede Farbe einen kurzen, individuellen Signalton von sich. Der Spieler muss sich diese Reihenfolge merken und nach Abschluss der Vorgabe durch das Spiel wiederholen. Mit jeder Runde kommt eine weitere Farb-Ton-Kombination hinzu. Mit steigendem Schwierigkeitsgrad leuchten die Felder in schnellerer Reihenfolge auf.

## Arcade-Spiel

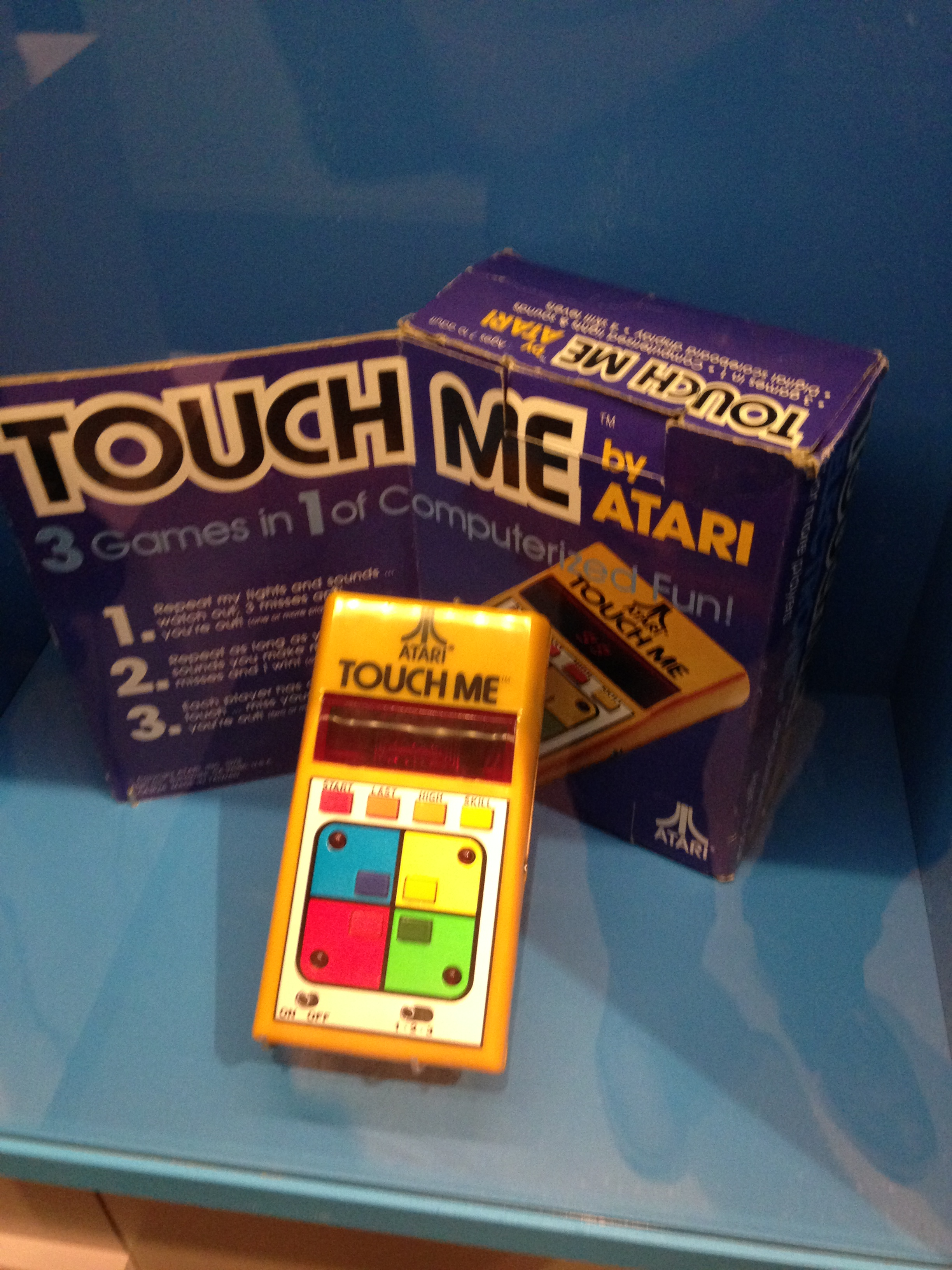
Touch Me, Handheld 1978

1974, vier Jahre zuvor, gab es bereits das Arcade-Spiel Touch-Me von Atari mit 4 schwarzen Tasten. 1978 wurde ein Senso-Klon als Handheld Touch Me (mit 4 Farben, Schreibweise ohne Bindestrich) herausgebracht. Der englische Name Simon kommt zwar vom Odyssey-Spiel Simon Says, aber Senso basiert auf dem nicht erfolgreichen Touch-Me.
Während das „ursprüngliche“ Senso als Tisch-Spiel konzipiert war, kamen bald auch das tragbare Mini-Senso sowie das für 2 Spieler gleichzeitig bedienbare Super-Senso auf.